# Canhoca
Canhoca – miasto w Angoli, w prowincji Kwanza Północna.